# Нуцеллус

Диаграмма семязачатка, нуцеллус окрашен в зелёный цвет

Нуце́ллус (от лат. nucella, «орешек») — центрально расположенная часть семязачатка растений, аналогичный орган у папоротниковидных называется мегаспорангием. В итоге оплодотворения нуцеллус обычно разрушается; остаток нуцеллуса, сохраняющийся в зрелых семенах, называют периспермом.
В ходе образования семени внутри нуцеллуса образуется мегаспороцит, в котором происходит мегаспорогенез. Ядро мегаспороцита в процессе мейоза образует 4 ядра и возникают 4 мегаспоры, лишь одна из которых преобразуется в женский гаметофит–зародышевый мешок у цветковых или первичный эндосперм у других семенных, а 3 остальные гибнут. Встречаются цветковые растения, у которых в процессе деления образуются две двухъядерные или одна четырёхъядерная клетка.
Эволюционный процесс цветковых растений идёт в направлении утоньшения стенок нуцеллуса — от крассинуцеллятных (от лат. crassus, «толстый») к тенуинуцеллятным (от лат. tenuis, «тонкий») семязачаткам. Нуцеллус у крассинуцеллятных семязачатков мощно развит; между мегаспороцитом и оболочкой нуцеллуса расположены слои клеток; в случае тенуинуцеллятных семяпочек мегаспороцит находится практически непосредственно под покровами нуцеллуса. Крассинуцеллятные семязачатки встречаются у большинства однодольных и сравнительно примитивных двудольных, тенуинуцеллятные семязачатки — наоборот, у немногих однодольных и более развитых двудольных.